# Глазова, Елена
Еле́на Олеговна Гла́зова (латыш. Jeļena Glazova; род. 26 декабря 1979, Рига) — латвийская поэтесса, пишущая на русском языке, художница, музыкант и фотограф.

## Биография
Родилась 26 декабря 1979 года в Риге.
Окончила Латвийскую академию культуры (бакалавр, история и теория аудиовизуальной культуры) и Латвийский университет (магистр, общественные науки). Училась фотографии у Андрея Гранта. Также окончила Латвийскую академию художеств (магистр, визуальная коммуникация). Училась в докторантуре Латвийской академии художеств и в магистратуре философского отделения Латвийского университета.
В 2010 году дебютировала в Латвийском музее фотографии персональной выставкой «Идентификация женщины» (латыш. Sievietes identifikācija). Годом позже вторая персональная выставка «Элементы головоломки» (англ. Elements of a Puzzle) прошла в галерее «Офис» Латвийского центра современного искусства. Ранние выставки Глазовой позволили критику Майе Рудовской охарактеризовать её как одного из «романтиков современного искусства, которые в своих произведениях, фиксируя окружающую действительность, одновременно <…> подчёркивают загадочную сторону визуальной эстетики». В дальнейшем много работала в области аудиовизуальной инсталляции и саунд-арта.
Пишет на русском языке, латышском, английском языках. Поэзия Глазовой переведена на латышский, английский, эстонский, литовский, шведский, финский, венгерский, польский языки.
В 2011 году осуществила первую значительную публикацию стихов в интернет-журнале TextOnly, где её коротко представил Сергей Тимофеев. Выпустила двуязычные книги стихов (русский оригинал и латышский перевод) «Трансферы» (2013) и «Алчность» (2019), среди переводчиков поэзии Глазовой на латышский языки — Арвис Вигулс и Эйнарс Пелшс. По мнению философа Игоря Губенко, поэзия Глазовой представляет собой «самобытную транспозицию образов и кодов современного искусства в син(ес)тетическое письмо», а её образы «парадоксальным образом сочетают в себе вязкую осязаемость материи и опосредованность изображения».
В 2014 году издана также книга Глазовой PLASMA, включающая переводы её стихов на эстонский и английский языки.
В 2014—2016 годы была основательницей и куратором международного поэтического фестиваля «Кровь поэта» (латыш. Dzejnieka asinis) в Риге.
В 2017 году выступила соучредительницей рижского международного фестиваля «Поэзия без границ».